# Crozant
Crozant là một xã thuộc tỉnh Creuse trong vùng Nouvelle-Aquitaine nước Pháp. Xã này nằm ở khu vực có độ cao trung bình 277 mét trên mực nước biển.

## Địa lý
Là một xã có cự ly khoảng 20 dặm (32 km) về phía đông bắc Guéret, trên tuyến đường D72 và hai bên bờ sông Creuse, ranh giới với tỉnh Indre.

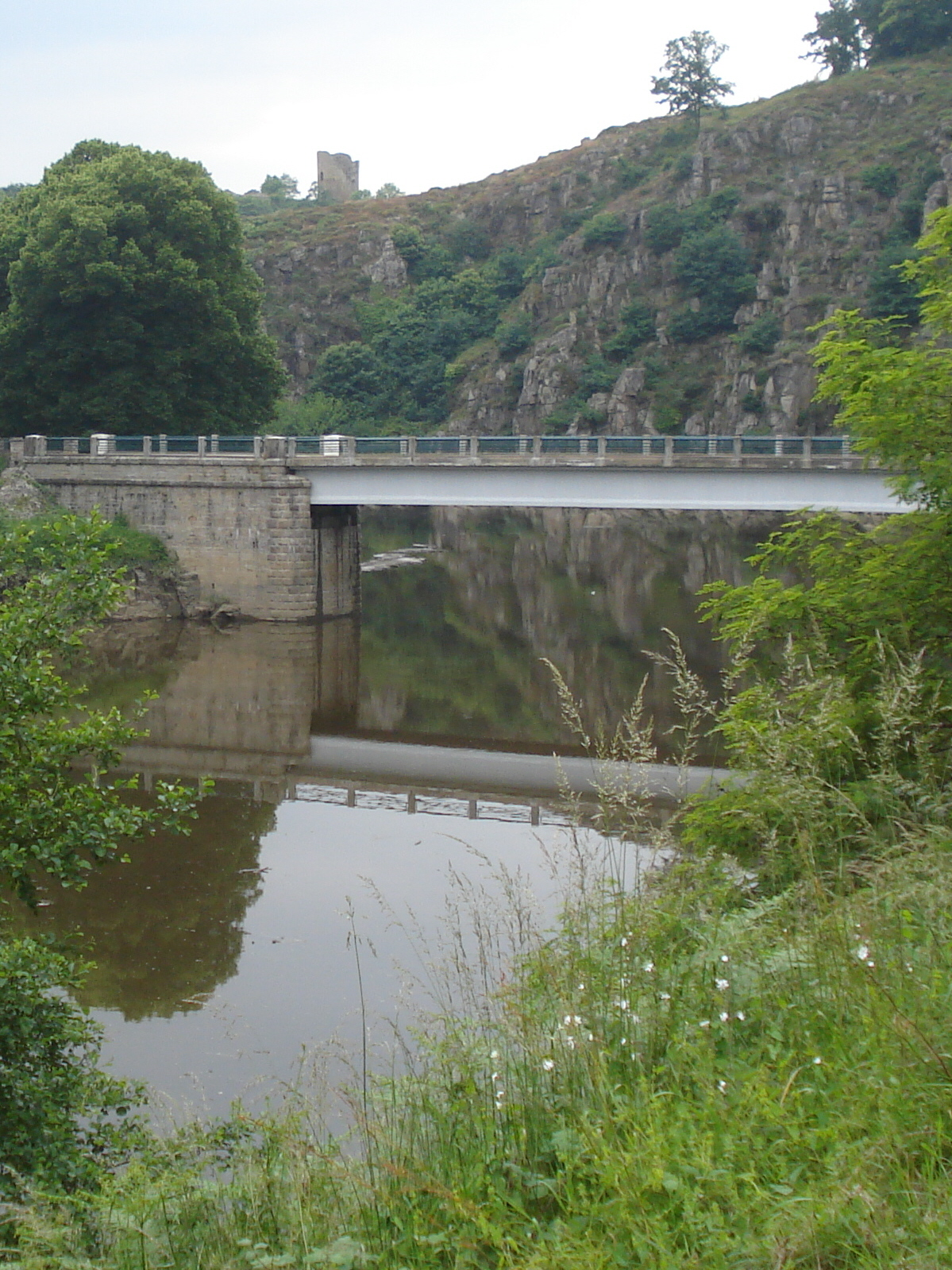
Sông Creuse tại Crozant

## Dân số
| 1962                                                         | 1968 | 1975 | 1982 | 1990 | 1999 |
| ------------------------------------------------------------ | ---- | ---- | ---- | ---- | ---- |
| 909                                                          | 929  | 862  | 732  | 636  | 581  |
| Số liệu điều tra dân số từ năm 1962: Dân số chỉ tính một lần |      |      |      |      |      |

## Địa điểm nổi bật
- Nhà thờ St.Etienne, từ thế kỷ 12.

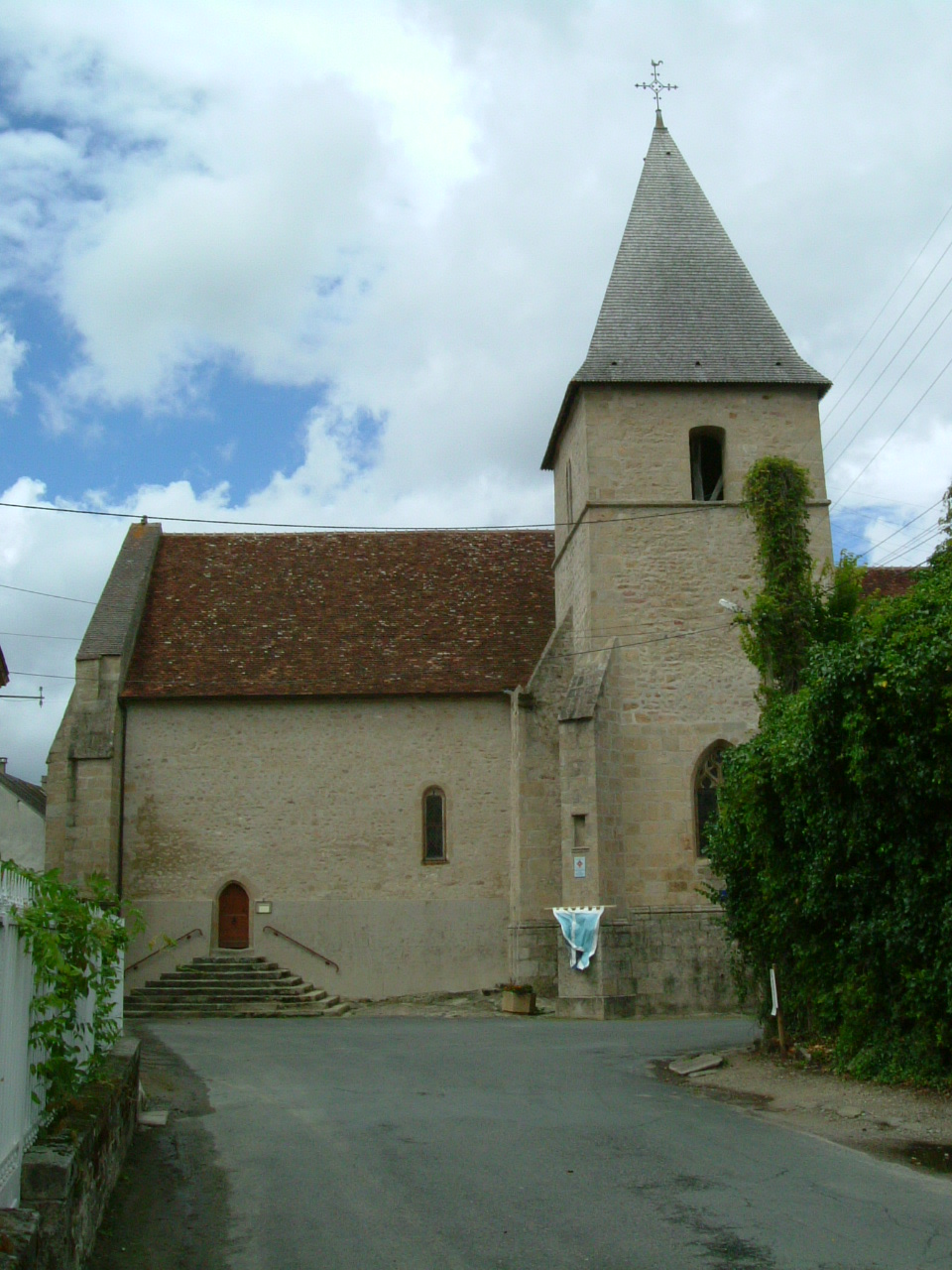
Nhà thờ

- Phế tích của lâu đài thế kỷ 11 Crozant, hiện đang được phục chế.
- Phế tích lâu đài thế kỷ 15 des Places.
- Nhà thờ St. Madeleine thế kỷ 17.
- Vườn và Arboretum de la Sédelle.